# Вибуховий перепуск обвалених порід
Вибуховий перепуск обвалених порід (рос. взрывной перепуск обрушенных пород, нім. Sprengübergriff der Bruchgesteinen) — спосіб ліквідації порожнин в очисному просторі, який полягає у руйнуванні міжповерхових або підповерхових ціликів вугілля вибухом групи шпурових, свердловинних або котлових зарядів з метою перепуску порід з вищих підповерхів до нижчих.